# موکش ریشی
موکش ریشی (به انگلیسی: Mukesh Rishi) (زاده ۱۹ آوریل ۱۹۵۶) بازیگر هندی است. عمده شهرت وی به خاطر بازی در نقش‌های اکشن و منفی است. او برای بازی در فیلم سرفروش نامزد جایزه فیلم فیر برای بهترین بازیگر نقش مکمل مرد و دو بار برای بازی در فیلم‌های
ایندرا و سیتایا نامزد جایزه فیلم فیر برای بهترین شرور شد.
از فیلم‌هایی که وی در آن نقش داشته است می‌توان به دوقلوها، از نسل آفتاب، بازی و سرفروش اشاره کرد.

## فیلم‌شناسی
فهرست برخی از فیلم‌هایی که موکش ریشی در آنها به ایفای نقش پرداخته است:
- ولگرد
- نیرو
- دوقلوها
- نمی‌توانم تو را فراموش کنم
- افتخار
- شیر،
- پیوند
- از نسل آفتاب
- بازیکن ۴۲۰
- پسر شایسته
- بازیکن ۷۸۶
- آرزو
- سنت
- غیرت
- بازی
- یکی پیدا شد
- ده بالاتر از نه
- جودی شماره ۱
- امنیت
- آرجون پاندیت
- دویدن
- هندی
- قلبم با توست
- چه کسی بهتر از ماست
- رأی‌دهنده
- کوهرام
- راز: حقیقت پنهان
- پاسخ
- گردش
- آریا ۲
- کدام مسیر به خانه عمه من می‌رسد؟
- شهرت
- سینگام ۲
- پسربچه
- چشم سوم
- گاهی نه گاهی
- هلیکوپتر ایلا
- فرار از تله
- خدا قسم
- عاشق
- عزیزم بریم خونه بابام
- شمشیر تیپو سلطان
- بانی
- سر و صدا
- یک
- کتاب مقدس رام
- قاضی
- ظلم و ستم
- سلطان
- جنگ افسانه‌ها
- اسب مسابقه
- همت
- ماه کامل
- سردار جبار سینگ
- مرد ثروتمند
- وینایا ویدهیا راما
- وارث شاه: عشق وارث
- ویرانگر
- زنده باد ناراسیما ردی
- خوشی
- رویاهای هفت رنگ
- آقای وکیل
- راما، تو خواهی آمد
- پنج پانداوا و یک زنبور عسل
- زره
- جشن بزرگ
- هم‌سرایان
- عزیزم
- رعشه
- رعد سرکش
- باهوش
- برنده
- جات جیمز باند
- لاهور
- ریبل
- حکیم بزرگ
- زمین